# Priya Basil

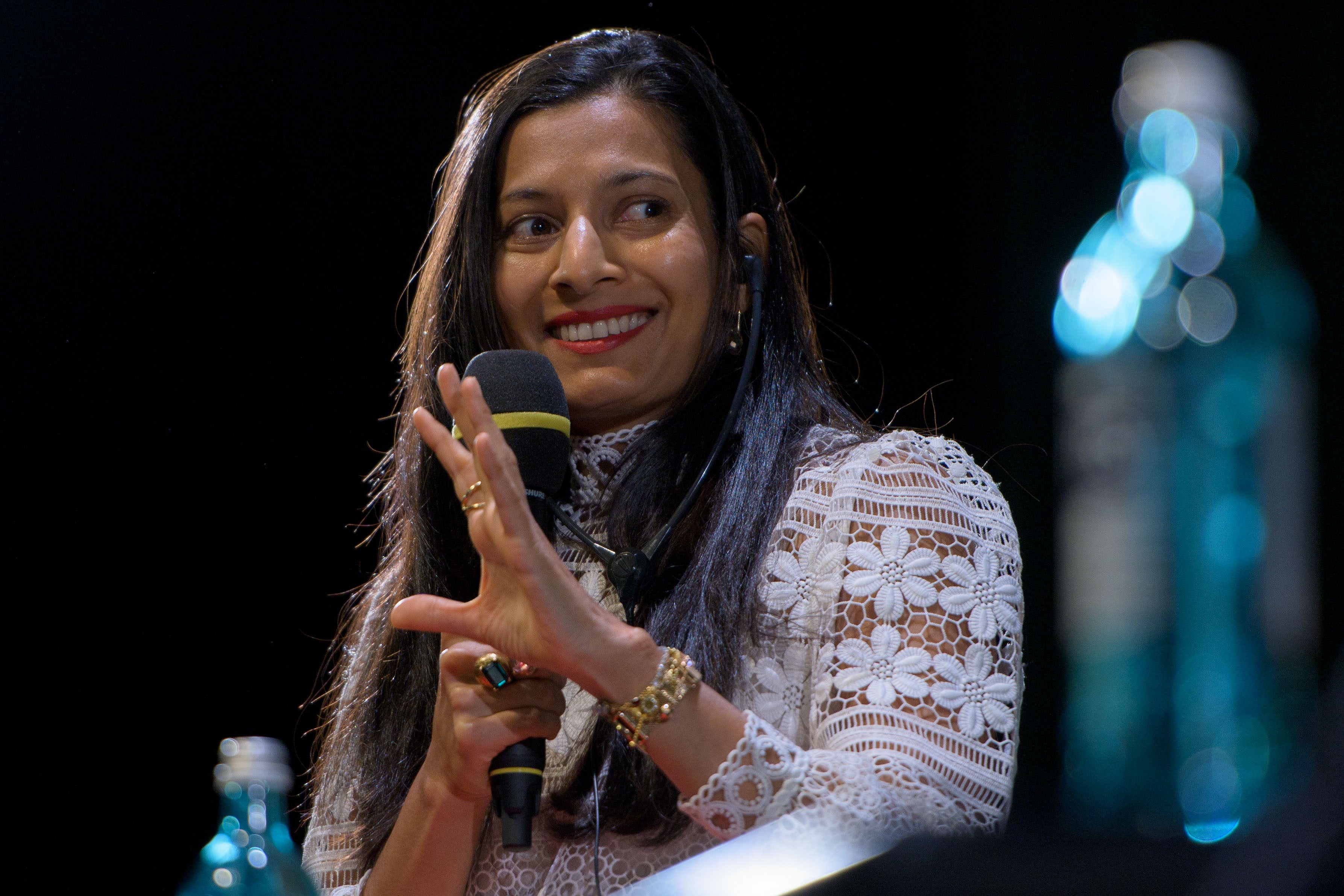
Priya Basil (2019)

Priya Basil (* 27. März 1977 in London) ist eine britische Autorin.

## Leben
Ihre Eltern zogen nach Kenia, als sie ein Jahr alt war. Sie wuchs in Nairobi auf. Mit sechzehn Jahren kam sie auf ein Internat in der Nähe von London. Als sie zwanzig war, zog ihre Familie wieder zurück nach Großbritannien und sie begann, englische Literatur an der Universität von Bristol zu studieren. Zunächst arbeitete sie in der Werbebranche, bevor sie sich 2007 entschloss, nach Berlin zu ziehen und Vollzeit-Schriftstellerin zu werden. 
Neben ihrem Engagement für weltweite Waffenkontrolle begründete sie mit dem Journalisten Matthias Fredrich-Auf der Horst im Jahr 2010 Authors for Peace (Autoren für den Frieden), eine Autoren-Plattform für Schriftsteller zur Friedensförderung. Basil unterstützt die Control Arms Campaign, eine Kooperation von Amnesty International, IANSA und Oxfam, die sich für eine globale gesetzliche Regelung und Kontrolle des Waffenhandels einsetzt.
Die erste Veranstaltung von Autoren für den Frieden fand am 21. September 2010 statt, dem Internationalen Tag des Friedens der Vereinten Nationen, mit der Unterstützung des Internationalen Literaturfestivals Berlin. Priya Basil war Gastgeberin zu einer 24-Stunden-Live-Online-Lesung von 80 Autoren aus der ganzen Welt.
BücherFrauen, eine Gruppe von 800 Frauen, die in Deutschland im Verlagswesen tätig sind, hat 2013 eine Liste weiblicher Kandidaten für den Friedenspreis des Deutschen Buchhandels zusammengestellt. Priya Basil ist eine der 22 empfohlenen Schriftstellerinnen, zusammen mit Hannah Arendt, Arundhati Roy, Nawal El Saadawi, Herta Müller und Juli Zeh.
Im September 2013 hat Basil Juli Zehs Offenen Brief an Angela Merkel unterzeichnet. In dem Brief wird Merkel wegen ihrer zögerlichen Reaktion angesichts der Enthüllungen des Whistleblowers Edward Snowden kritisiert und zum Handeln aufgefordert. Priya Basil hat diesen Brief am Eröffnungstag des Internationalen Literaturfestivals Berlin öffentlich gelesen. Sie hat mit Juli Zeh am 18. September 2013 den sogenannten Marsch zum Kanzleramt organisiert, eine weitere Aktion, bei der sich Schriftsteller gegen die Spionage unschuldiger Bürger ausgesprochen haben.
Priya Basil ist eine der Initiatorinnen des Aufrufs „Die Demokratie verteidigen im digitalen Zeitalter“, eine weltweite Aktion gegen Bespitzelung und Massenüberwachung, die am 10. Dezember 2013 gestartet wurde. Sie gehört zu den sieben Autoren, die diesen Aufruf verfasst und die ersten 560 Unterschriften prominenter Schriftsteller gesammelt haben. Bei den anderen Initiatoren handelt es sich um Juli Zeh, Ilija Trojanow, Eva Menasse, Janne Teller, Isabel Cole und Josef Haslinger. Der Aufruf wurde in über 30 internationalen Zeitungen veröffentlicht, in Deutschland von der Frankfurter Allgemeinen Zeitung, Auch als Referendum wurde der Appell auf change.org publiziert.
2016 gründete sie mit 100 Frauen (Katharina Grosse, Ines Kappert, Julia Eckert, Heike-Melba Fendel, Marion Detjen, Annika Reich, Sabine Hark u. a.) das Aktionsbündnis Wir machen das. Für eine postmigrantische Gesellschaft. In diesem Rahmen initiierte sie die landesweite Reihe „Begegnungsort Buchhandlung“, Erzählsalons und Lesungen mit Menschen, die nach Deutschland geflohen sind.
Zusammen mit der Schriftstellerin Chika Unigwe bestritt sie die Tübinger Poetik-Dozentur 2014, als Gäste kamen Taiye Selasi und Nii Ayikwei Parkes nach Tübingen.
Im Jahr 2017 konzipierte und kuratierte Priya Basil gemeinsam mit Ulrich Schreiber den Internationalen Kongress für Freiheit und Demokratie, der vom 8. bis 10. September 2017 im Rahmen des Internationalen Literaturfestivals Berlin stattfand.
Basil hat ausführlich über Europa und die Zukunft der Europäischen Union geschrieben. Sie engagiert sich für einen offiziellen europäischen Feiertag in allen Mitgliedstaaten. Im Jahr 2017 startete sie eine Kampagne für einen Europäischen Feiertag, die eine Petition für einen "Europäischen Feiertag" bei change.org beinhaltet, um einen solchen Tag einzurichten. Auf Einladung von Sonja Longolius und Janika Gelinek, Leiterinnen des Literaturhauses Berlin, kuratiert Basil 2018 eine Veranstaltung, die als politische Intervention gedacht ist.
Am 10. Juni 2022 gründete sie mit 366 weiteren Personen den PEN Berlin.
Das Magazin Wired schrieb im Januar 2014 über Basil

„sie sei eine britische, kenianische, indische, in Deutschland lebende Autorin, eine jener zeitgenössischen Schriftstellerinnen, deren Leben nicht zwischen zwei Buchdeckeln passt, da es einfach zu unglaublich sei.“

Priya lebt in London und Berlin.

## Werk
Ihr erster Roman Ishq und Mushq wurde im Jahr 2007 veröffentlicht und für den Commonwealth Writers’ Prize in die engere Wahl sowie für den Dylan Thomas Prize in die Auswahlliste genommen. In diesem drei Generationen umspannenden, zwischen Afrika, Europa und Asien schlingernden Familienpanorama verknüpft Basil Schicksale vor dem Hintergrund historischer Umbrüche, darunter die Teilung Britisch-Indiens und das Begräbnis Winston Churchills. Mit Humor und Elementen des magischen Realismus erzählt Basil von Identitätsfindung und Exil.

Ihr zweiter Roman The Obscure Logic of the Heart wurde im Juni 2010 veröffentlicht. Dabei handelt es sich um eine Liebesgeschichte vor dem Hintergrund kultureller, religiöser Vorurteile und internationaler Konflikte. Thomas Böhm (Radio Eins, Die Literaturagenten) fasst seine Leseeindrücke folgendermaßen zusammen: 

„Priya Basil erkundet in ‚Die Logik des Herzens‘ zwei große Themen: den Glauben und die Liebe. Und wie sie dies tut, ist ebenso zeitlos schön wie aktuell relevant.“

Basils Plädoyer für ein gastfreundliches Europa erschien 2019 unter dem Titel Gastfreundschaft und wurde von Deutschlandfunk Kultur zur Sachbuch-Empfehlung des Jahres gekürt.
Basil verfasst regelmäßig Essays für Lettre International. Ihre Themen sind Kunst, Europa, Demokratie, Migration und (Neo-)Kolonialismus.
Ihr Filmessay Eingeschlossen/Ausgeschlossen wurde anlässlich der Eröffnung des Humboldt Forums gezeigt. In dem Film und im auf der Website veröffentlichten Text des Essays nennt Basil das wiedererrichtete Berliner Stadtschloss eine „monumentale Hommage an die Kolonialität“.
Priya Basils Im Wir und Jetzt – Feministin werden erschien am 8. März 2021, dem Internationalen Frauentag. Das Büchermagazin „Diwan“ des Bayerischen Rundfunks urteilt: „Ein Projekt, bei dem Basil mit anderen Aktivistinnen für eine Ausgabe ein Frauenmagazin kaperte, wird etwa zum Prüfstein für ihre feministische Standortbestimmung. Die Fallstricke dabei sind brillant beschrieben und reflektiert. Insgesamt liegt die Qualität dieses Essays in der Verbindung von analytischem Tiefgang und literarischer Sprache.  […] Es braucht Mut, feministisch zu sein. Nach der Lektüre von Im Wir und Jetzt hat man Lust auf diesen Mut.“"

## Werke
- Ishq and Mushq, Black Swan Books 2008 (Hardback ISBN 0-385-61142-0, Paperback ISBN 0-552-77384-0)
- The Obscure Logic of the Heart, Doubleday 2010. Trade Paperback ISBN 0-385-61145-5; Paperback ISBN 0-552-77385-9 und ISBN 978-0-552-77385-0
  - Die Logik des Herzens, übersetzt von Barbara Christ. Schöffling 2012, ISBN 978-3-89561-285-5.
- Strangers on the 16:02. Black Swan Books 2011, ISBN 978-0-552-77705-6 (Paperback)
- Priya Basil und Chika Unigwe: Erzählte Wirklichkeiten: Tübinger Poetikdozentur 2014. Swiridoff, Künzelsau 2015, ISBN 978-3-89929-319-7.
- Gastfreundschaft, Insel Verlag 2019 (Insel-Bücherei 1462), ISBN 978-3-458-19462-0.[29]
- Im Wir und Jetzt – Feministin werden, Suhrkamp Verlag 2021, ISBN 978-3-518-47128-9

## Auszeichnungen
- 2015 Stipendium des Berliner Senats